# Фундаментальное число

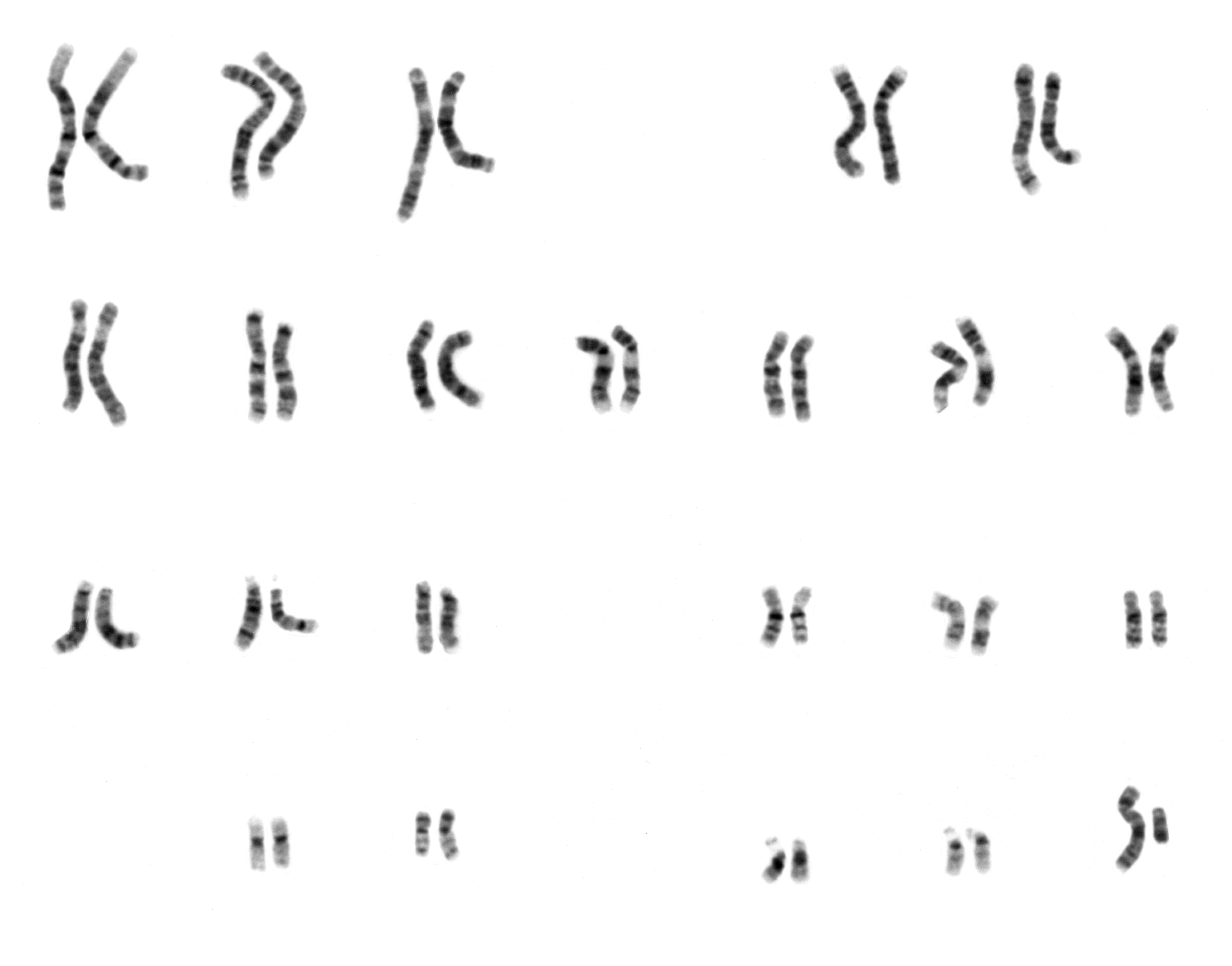
Кариограмма человека (мужская)

Фундаментальное число (Фундаментальное число кариотипа, FN) — одна из основных характеристик кариотипа, равная суммарному количеству хромосомных плеч.
Поскольку мета- и субметацентрические хромосомы имеют 2 плеча, а акроцентрические — 1, фундаментальное число кариотипа равно диплоидному числу хромосом плюс число двуплечих хромосом.
Ниже в качестве примера приведён расчёт фундаментального числа для человеческого кариотипа (мужского):
| Группа  | Хромосомы     | Тип                         | Кол-во хромосом | Кол-во плеч |
| ------- | ------------- | --------------------------- | --------------- | ----------- |
| I (A)   | 1—3 пары      | Крупные метацентрические    | 6               | 12          |
| II (B)  | 4—5 пары      | Крупные субметацентрические | 4               | 8           |
| III (С) | 6-12 пары, X  | Средние субметацентрические | 15              | 30          |
| IV (D)  | 13-15 пары    | Акроцентрические            | 6               | 6           |
| V (E)   | 16-18 пары    | Малые субметацентрические   | 6               | 12          |
| VI (F)  | 19-20 пары    | Малые метацентрические      | 4               | 8           |
| VII (G) | 21-22 пары, Y | Малые акроцентрические      | 5               | 5           |
| Всего   |               |                             | 2n = 46         | FN = 81     |

Термин «фундаментальное число» (англ. Fundamental Number, FN или фр. Nombre Fundamentale, NF) впервые предложен Р. Мэттью в 1945 году, вместо него в литературе иногда применяется термин «число хромосомных плеч» (англ. Diploid Arm Number, 2AN), предложенный Х. Имаи и Р. Крозье в 1980 году.